# Campionati del mondo di atletica leggera 2009 - Lancio del martello femminile
La gara di lancio del martello femminile ai campionati del mondo di atletica leggera 2009 si è tenuta il 20 e il 22 agosto. Hanno partecipato 41 atlete.
La gara è stata vinta dalla polacca Anita Włodarczyk con la misura di 77,96 m, nuovo record del mondo. Argento e bronzo sono andati rispettivamente alla tedesca Betty Heidler e alla slovacca Martina Hrašnová.

## Qualificazioni
Gli atleti sono stati divisi in due gruppi, A e B. Si qualificano alla finale le atlete che superano i 7 m (Q), e le migliori 12 classificate (q).
| Pos, | Gruppo | Atleta                 | Nazione     | 1° lancio | 2° lancio | 3° lancio | Ris.  | Note |
| ---- | ------ | ---------------------- | ----------- | --------- | --------- | --------- | ----- | ---- |
| 1    | A      | Betty Heidler          | Germania    | 75,27     |           |           | 75,27 | Q,   |
| 2    | A      | Anita Włodarczyk       | Polonia     | 74,54     |           |           | 74,54 | Q    |
| 3    | B      | Zhang Wenxiu           | Cile        | 72,72     |           |           | 72,72 | Q,   |
| 4    | A      | Jessica Cosby          | Stati Uniti | 72,21     |           |           | 72,21 | Q,   |
| 5    | B      | Tatyana Lysenko        | Russia      | 70,16     | x         | 71,73     | 71,73 | q    |
| 6    | A      | Stéphanie Falzon       | Francia     | 70,35     | x         | 71,54     | 71,54 | q    |
| 7    | B      | Martina Hrašnová       | Slovacchia  | x         | 70,97     | 71,50     | 71,50 | q    |
| 8    | B      | Sultana Frizell        | Canada      | 67,53     | 70,98     | 69,33     | 70,98 | q    |
| 9    | B      | Manuela Montebrun      | Francia     | 68,65     | 62,49     | 70,66     | 70,66 | q    |
| 10   | B      | Amber Campbell         | Stati Uniti | 68,48     | 70,54     | 69,95     | 70,54 | q    |
| 11   | B      | Kathrin Klaas          | Germania    | 70,53     | 68,82     | x         | 70,53 | q    |
| 12   | B      | Clarissa Claretti      | Italia      | 68,99     | 69,93     | 70,01     | 70,01 | q    |
| 13   | B      | Éva Orbán              | Ungheria    | 67,57     | 67,57     | 69,39     | 69,39 |      |
| 14   | B      | Arasay Thondike        | Cuba        | x         | x         | 68,97     | 68,97 |      |
| 15   | A      | Jennifer Dahlgren      | Argentina   | 68,90     | 65,42     | 64,56     | 68,90 |      |
| 16   | A      | Silvia Salis           | Italia      | 68,55     | 67,46     | 64,36     | 68,55 |      |
| 17   | A      | Bianca Perie           | Romania     | 67,74     | 68,47     | 62,67     | 68,47 |      |
| 18   | B      | Merja Korpela          | Finlandia   | 66,89     | 68,34     | 68,02     | 68,34 |      |
| 19   | A      | Stiliani Papadopoulou  | Grecia      | x         | 67,33     | x         | 67,33 |      |
| 20   | A      | Berta Castells         | Spagna      | 67,32     | x         | x         | 67,32 |      |
| 21   | A      | Jennifer Joyce         | Canada      | x         | 66,59     | 67,07     | 67,07 |      |
| 22   | A      | Andrea Bunjes          | Germania    | 67,01     | x         | -         | 67,01 |      |
| 23   | B      | Erin Gilreath          | Stati Uniti | 65,64     | 66,72     | 66,25     | 66,72 |      |
| 24   | A      | Iryna Sekachova        | Ucraina     | x         | 66,69     | 66,26     | 66,69 |      |
| 25   | B      | Alexandra Papageorgiou | Grecia      | 66,33     | x         | 62,78     | 66,33 |      |
| 26   | B      | Nataliya Zolotukhina   | Ucraina     | 65,95     | 64,88     | 65,71     | 65,95 |      |
| 27   | B      | Rosa Rodríguez         | Venezuela   | 65,88     | 65,39     | 60,27     | 65,88 |      |
| 28   | A      | Johana Moreno          | Colombia    | 65,05     | 64,35     | x         | 65,05 |      |
| 29   | B      | Iryna Novozhylova      | Ucraina     | 62,98     | x         | 64,90     | 64,90 |      |
| 30   | A      | Marina Marghiev        | Moldavia    | x         | x         | 64,83     | 64,83 |      |
| 31   | B      | Cecilia Nilsson        | Svezia      | 61,00     | 63,77     | 63,31     | 63,77 |      |
| 32   | A      | Eileen O'Keeffe        | Irlanda     | 63,20     | x         | x         | 63,20 |      |
| 33   | A      | Lenka Ledvinová        | Rep. Ceca   | 62,92     | x         | 58,72     | 62,92 |      |
| 34   | A      | Vânia Silva            | Portogallo  | 62,66     | 62,86     | 62,67     | 62,86 |      |
| 35   | A      | Florence Ezeh          | Togo        | 59,76     | 59,61     | 58,34     | 59,76 |      |
| 36   | A      | Galina Mityaeva        | Tagikistan  | x         | 56,31     | x         | 56,31 |      |
|      | A      | Paraskevi Theodorou    | Cipro       | x         | x         | x         |       |      |
|      | B      | Zoe Derham             | Regno Unito | x         | x         | x         |       |      |
|      | A      | Aksana Miankova        | Bielorussia |           |           |           |       |      |
|      | B      | Darya Pchelnik         | Bielorussia |           |           |           |       |      |
|      | B      | Zalina Marghieva       | Moldavia    |           |           |           |       |      |

## Finale
Ogni atleta ha a disposizione 3 lanci; le migliori 8 accedono alle 3 prove successive.
| Pos. | Atleta            | Nazione     | Lanci di qualificazione | Lanci di qualificazione | Lanci di qualificazione | Lanci di finale | Lanci di finale | Lanci di finale | Risultato | Note                          |
| Pos. | Atleta            | Nazione     | 1°                      | 2°                      | 3°                      | 4°              | 5°              | 6°              | Risultato | Note                          |
| ---- | ----------------- | ----------- | ----------------------- | ----------------------- | ----------------------- | --------------- | --------------- | --------------- | --------- | ----------------------------- |
| 1    | Anita Włodarczyk  | Polonia     | 74,86                   | 77,96                   | -                       | -               | -               | x               | 77,96     |                               |
| 2    | Betty Heidler     | Germania    | 75,10                   | 75,38                   | 75,73                   | 73,45           | 76,44           | 77,12           | 77,12     | Record nazionale              |
| 3    | Martina Hrašnová  | Slovacchia  | 67,84                   | 72,72                   | 73,07                   | 69,50           | 74,79           | 65,65           | 74,79     |                               |
| 4    | Kathrin Klaas     | Germania    | 72,02                   | x                       | 74,23                   | 66,28           | x               | x               | 74,23     | Miglior prestazione personale |
| 5    | Zhang Wenxiu      | Cile        | 69,42                   | 72,57                   | x                       | 71,80           | 70,83           | 71,03           | 72,57     |                               |
| 6    | Tatyana Lysenko   | Russia      | 72,22                   | x                       | 71,36                   | x               | 71,51           | 70,16           | 72,22     |                               |
| 7    | Jessica Cosby     | Stati Uniti | x                       | 72,17                   | 69,94                   | 68,10           | x               | 71,35           | 72,17     |                               |
| 8    | Clarissa Claretti | Italia      | 71,56                   | 69,42                   | 70,97                   | 70,91           | 70,24           | x               | 71,56     |                               |
| 9    | Stéphanie Falzon  | Francia     | 71,40                   | 70,80                   | x                       |                 |                 |                 | 71,40     |                               |
| 10   | Sultana Frizell   | Canada      | 69,63                   | 70,88                   | 68,47                   |                 |                 |                 | 70,88     |                               |
| 11   | Amber Campbell    | Stati Uniti | 64,62                   | 70,08                   | x                       |                 |                 |                 | 70,08     |                               |
| 12   | Manuela Montebrun | Francia     | x                       | 69,92                   | 69,75                   |                 |                 |                 | 69,92     |                               |